# Phyllanthus
Phyllanthus L., 1753 è un genere di piante dicotiledoni della famiglia Phyllanthaceae, in precedenza classificato, in base alla classificazione tradizionale, nella sottofamiglia Phyllanthoideae delle Euforbiacee. Le specie del genere Phyllanthus sono note con il nome comune "fillanto".

## Descrizione
Le piante del genere Phyllanthus possiedono una notevole variabilità delle forme di crescita, potendo essere annuali o perenni, erbacee, cespugli, rampicanti, acquatiche galleggianti o succulente pachicauli. Alcune possiedono steli appiattiti a forma di foglia chiamati cladodi.  Questo genere possiede anche un'ampia varietà di morfologie floreali, di numero di cromosomi e di tipologie di pollini (è uno dei generi più ricchi fra tutte le spermatofite.
Nonostante la loro variabilità, quasi tutte le specie di Phyllanthus esprimono uno specifico tipo di crescita chiamato ramificazione fillantoide (in inglese: phyllanthoid branching), in cui gli steli verticali recano steli (orizzontali o obliqui) decidui, floriferi e plagiotropici. Le foglie presenti sull'asse principale (verticale) sono ridotte a scaglie chiamate catafilli, mentre le foglie sugli altri assi si sviluppano normalmente.

## Distribuzione e habitat
Il genere Phyllanthus è presente in tutte le regioni tropicali e subtropicali della Terra.

## Tassonomia
Con oltre 800 specie, è il genere più vasto della famiglia Phyllantaceae.

### Alcune specie
- Phyllanthus abnormis Baill.
- Phyllanthus acidus (L.) Skeels
- Phyllanthus acuminatus Vahl

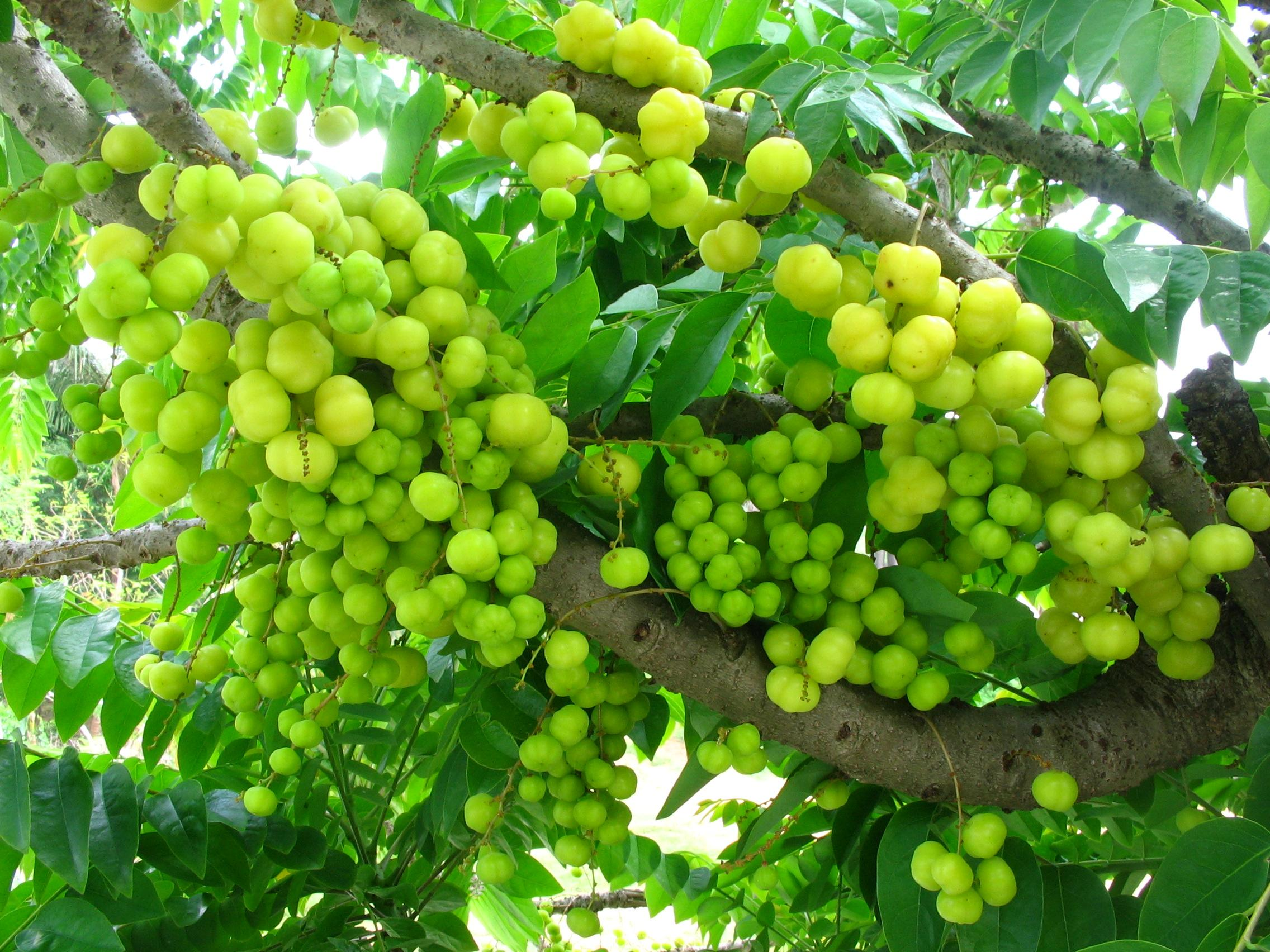
Frutto di Phyllanthus acidus

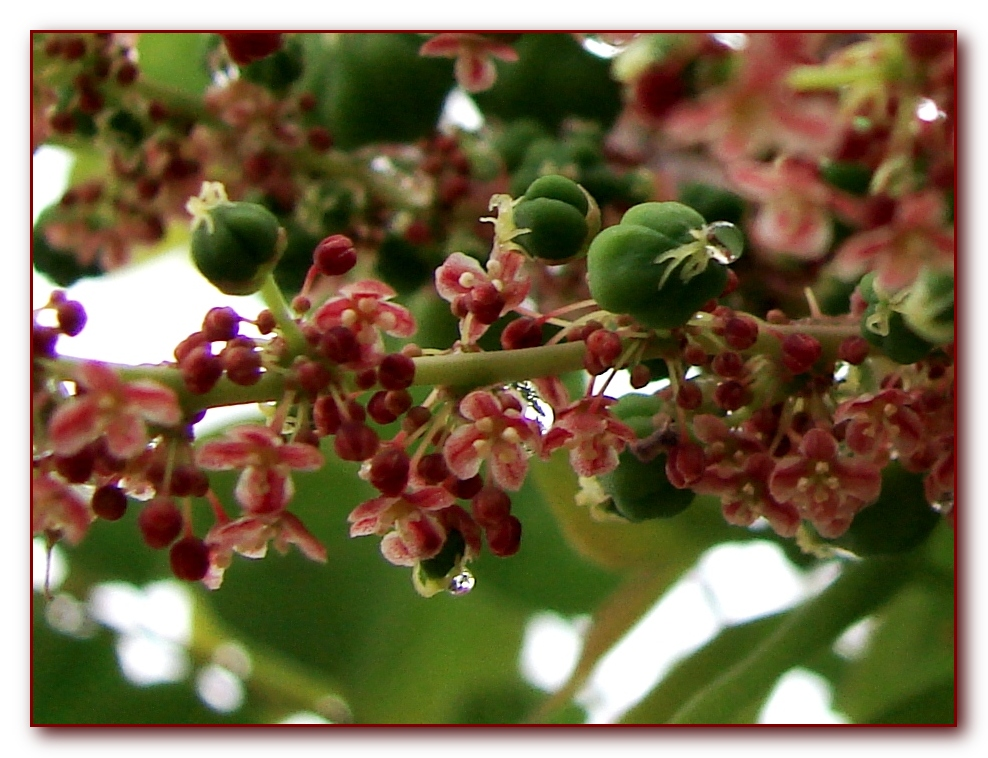
Fiori maschili e femminili di Phyllanthus acidus

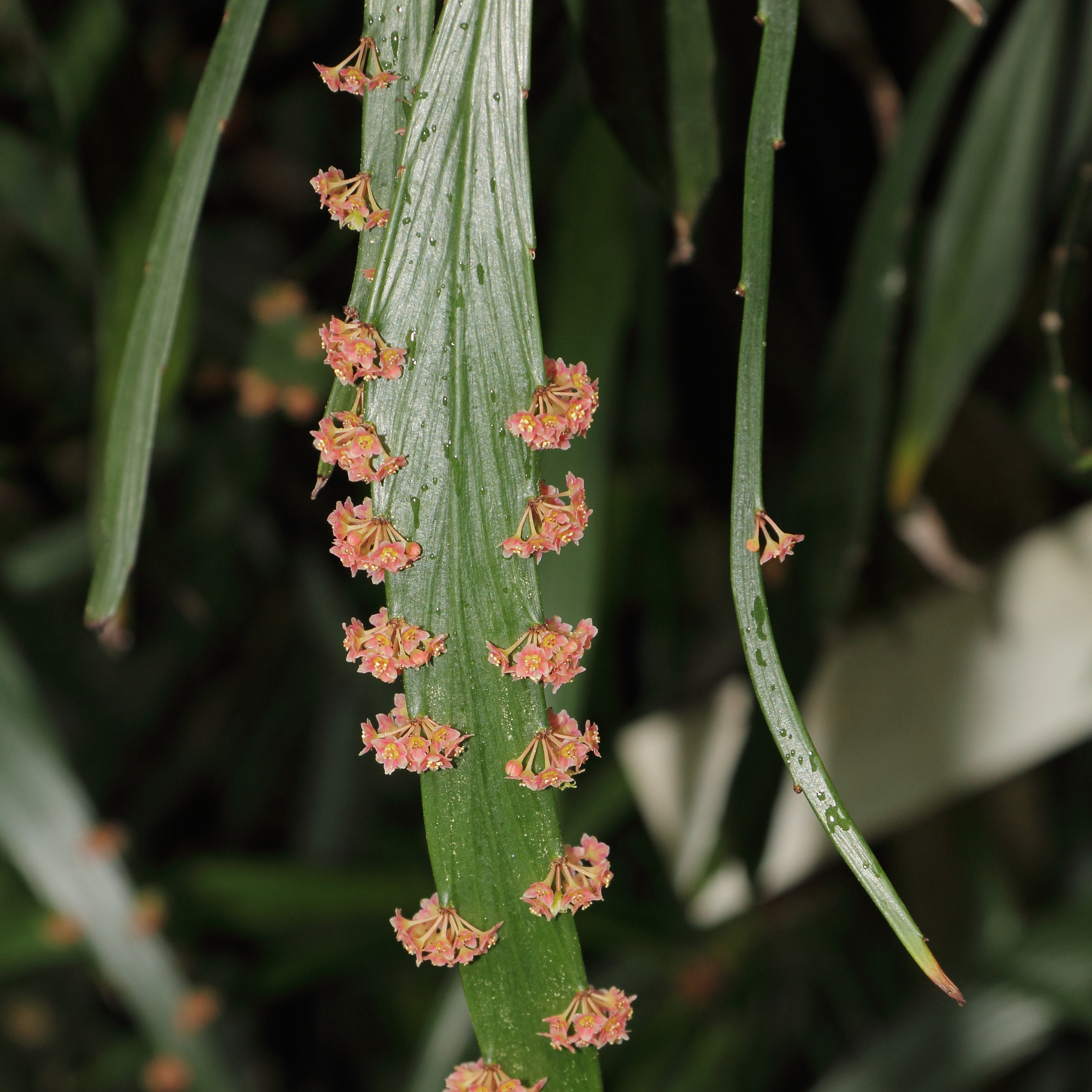
Steli appiattiti e fiori di Phyllanthus angustifolius

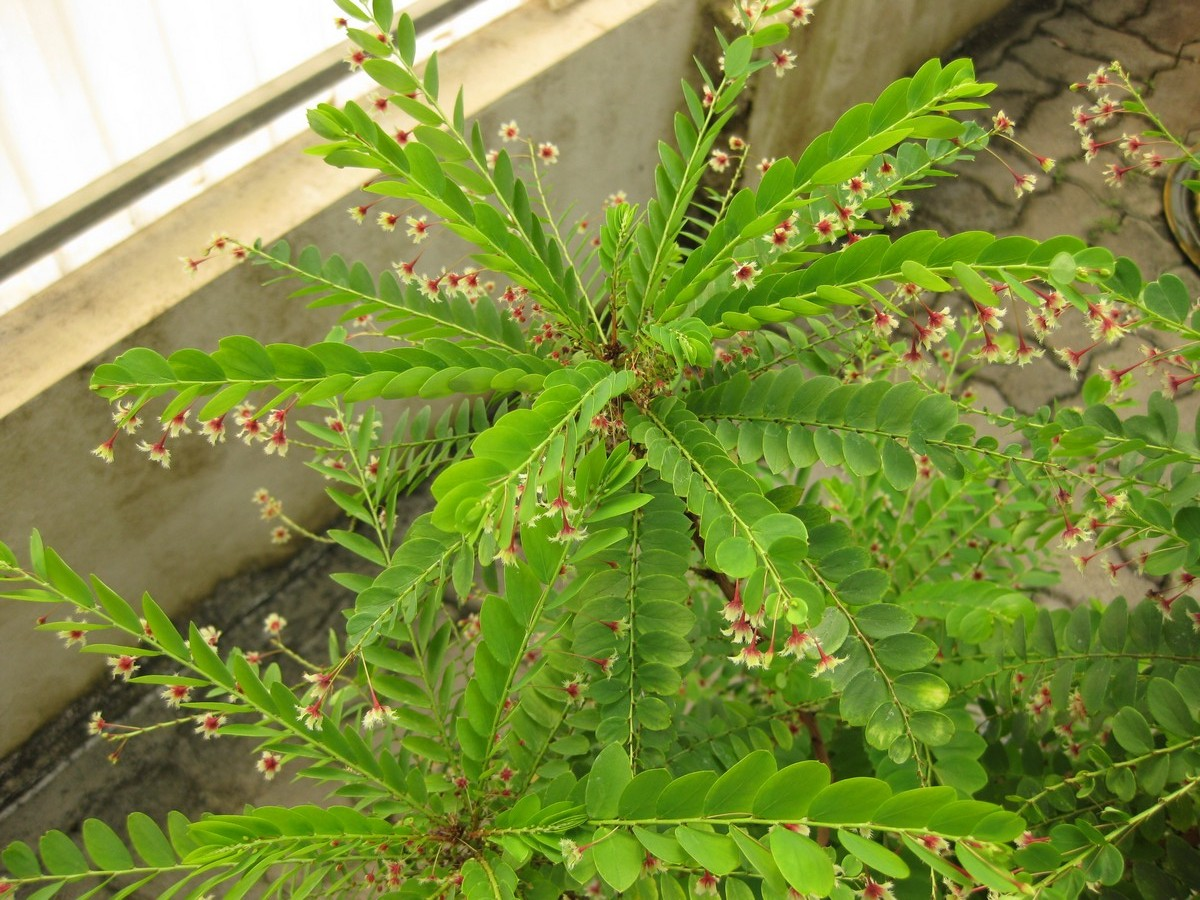
Germogli plagiotropici di Phyllanthus pulcher

- Phyllanthus acutifolius Poir. ex Spreng.
- Phyllanthus amarus Schumacher
- Phyllanthus angustifolius (Sw.) Sw.
- Phyllanthus arbuscula (Sw.) J.F.Gmel.
- Phyllanthus atropurpureus Bojer
- Phyllanthus brasiliensis (Aubl.) Poir.
- Phyllanthus caesiifolius Petra Hoffm. & Cheek
- Phyllanthus caroliniensis Walt.
- Phyllanthus cochinchinensis (Lour.) Spreng.
- Phyllanthus cuneifolius (Britt.) Croizat
- Phyllanthus debilis Klein ex Willd.
- Phyllanthus emblica L.
- Phyllanthus engleri Pax
- Phyllanthus epiphyllanthus L.
- Phyllanthus ericoides Torr.
- Phyllanthus fluitans Benth. ex Müll.Arg.
- Phyllanthus fraternus G.L.Webster
- Phyllanthus gentryi Webster
- Phyllanthus grandifolius L.
- Phyllanthus haughtii Croizat
- Phyllanthus hakgalensis Thwaites ex Trimen
- Phyllanthus juglandifolius Willd.
- Phyllanthus lacunarius F.Muell.
- Phyllanthus liebmannianus Müll.Arg.
- Phyllanthus maderaspatensis L.
- Phyllanthus microcladus Müll.Arg.
- Phyllanthus mirabilis Müll.Arg.
- Phyllanthus myrtifolius Wight. Müll.Arg.
- Phyllanthus muellerianus (Kuntze) Exell
- Phyllanthus niruri L.
- Phyllanthus parvifolius Buch.-Ham. ex D.Don
- Phyllanthus piscatorum Kunth
- Phyllanthus pentaphyllus C. Wright ex Griseb.
- Phyllanthus polygonoides Nutt. ex Spreng.
- Phyllanthus polyspermus Shumach. & Thonn.
- Phyllanthus profusus N.E.Br.
- Phyllanthus pseudocanami Müll.Arg.
- Phyllanthus pudens L.C.Wheeler
- Phyllanthus pulcher Wallich ex Müll.Arg.
- Phyllanthus reticulatus Poir.
- Phyllanthus saffordii Merr.
- Phyllanthus salviifolius Kunth
- Phyllanthus sepialis Müll.Arg.
- Phyllanthus stipulatus (Raf.) G.L.Webster
- Phyllanthus tenellus Roxb.
- Phyllanthus urinaria L.
- Phyllanthus virgatus G.Forst.
- Phyllanthus watsonii A. Shaw

### Sinonimi
- Agyneia L., nom. rej.
- Anisonema A.Juss.
- Aporosella Chodat
- Arachnodes Gagnep.
- Ardinghalia Comm. ex A.Juss.
- Asterandra Klotzsch
- Bradleia Banks ex Gaertn.
- Cathetus Lour.
- Ceramanthus Hassk.
- Chlorolepis Nutt.
- Chorisandra Wight, nom. illeg.
- Chorizonema Jean F.Brunel
- Cicca L.
- Clambus Miers
- Coccoglochidion K.Schum.
- Conami Aubl.
- Cycca Batsch
- Dendrophyllanthus S.Moore
- Diasperus L. ex Kuntze, nom. illeg.
- Dichelactina Hance
- Dichrophyllum Klotzsch & Garcke
- Dimorphocladium Britton
- Emblica Gaertn.
- Episteira Raf.
- Epistylium Sw.
- Eriococcus Hassk.
- Flueggeopsis K.Schum.
- Frankia Steud.
- Geminaria Raf.
- Genesiphyla Raf.
- Genesiphylla L'Hér.
- Glochidionopsis Blume
- Glochisandra Wight
- Gynoon A.Juss.
- Hemicicca Baill.
- Hemiglochidion (Müll.Arg.) K.Schum., nom. illeg.
- Hexadena Raf.
- Hexaspermum Domin
- Kirganelia Juss.
- Leichhardtia F.Muell.
- Lobocarpus Wight & Arn.
- Lomanthes Raf.
- Macraea Wight
- Maschalanthus Nutt., nom. illeg.
- Meborea Aubl.
- Menarda Comm. ex A.Juss.
- Moeroris Raf.
- Nellica Raf.
- Niruri Adans.
- Niruris Raf.
- Nymania K.Schum.
- Nymphanthus Lour.
- Orbicularia Baill.
- Oxalistylis Baill.
- Phyllanthodendron Hemsl.
- Pseudoglochidion Gamble
- Ramsdenia Britton
- Reidia Wight
- Reverchonia A.Gray
- Rhopium Schreb.
- Roigia Britton
- Scepasma Blume
- Staurothyrax Griff.
- Synexemia Raf.
- Tetraglochidion K.Schum.
- Tricarium Lour.
- Uranthera Pax & K.Hoffm.
- Urinaria Medik.
- Williamia Baill.
- Xylophylla L.
- Zarcoa Llanos

## Uso in medicina
Le piante del genere Phyllanthus hanno trovato diversi utilizzi in medicina.
La pianta erbacea Phyllanthus emblica è di interesse per il potenziale trattamento dei disordini dell'osso umano e dei pazienti diabetici.
Nel corso di ricerche, Phyllanthus niruri ha dimostrato potenziali effetti nei confronti dell'epatite B e possibile attività antivirale anche nei confronti del virus dell'immunodeficienza umana (HIV).
Le piante di Phyllanthus sono state utilizzate nella medicina popolare per trattare varie malattie. Nella medicina ayurvedica indiana, varie specie erbacee di Phyllanthus sono note con il nome di bhuiamla, nome in precedenza utilizzato alla sola P. niruri. Bhuiamla viene prescritto per ittero, gonorrea e diabete (uso interno), così come per impiastri, ulcere e altre patologie della pelle (uso esterno). Infusi preparati da giovani germogli sono utilizzati nel trattamento della dissenteria cronica. Comunque, la moderna ricerca scientifica non ha confermato molti di questi supposti effetti.
La corteccia di Phyllanthus muellerianus, chiamata comunemente mbolongo in Camerun, è utilizzata dai Pigmei come rimedio per il tetano e le infezioni delle ferite.
Estratti di Phyllanthus muellerianus svolgono attività antimicrobica. Phyllanthus niruri può probabilmente aiutare a prevenire la formazione di calcoli renali (urolitiasi). Estratti di radice e foglie di Phyllanthus amarus hanno mostrato una significativa attività antivirale nei confronti dell'epatite C. Varie specie di Phyllanthus sono state verificate in test clinici su pazienti affetti da epatite B cronica, ma non vi è consenso sulla loro utilità. La foglia di Phyllanthus acidus ha mostrato attività antiplasmodica nei confronti del Plasmodium falciparum. Le foglie di Phyllanthus reticulatus hanno mostrato una potenziale inibizione della RNAsi H e una protezione nei confronti degli effetti citopatici virali dell'HIV-1.
Foglie, radici, fusti, corteccia e bacche di questo genere contengono lignani (ad esempio fillantina e ipofillantina) e molti altri composti fitochimici.